# Fitzwilliam
Fitzwilliam è un comune degli Stati Uniti d'America facente parte della contea di Cheshire nello stato del New Hampshire.